# Episodi di Gumby (prima stagione)
La prima stagione della serie animata Le avventure di Gumby, composta da 43 episodi, è stata trasmessa negli Stati Uniti, da NBC, dal 1º maggio al 9 novembre 1956.
In Italia è stata trasmessa dal 5 agosto 1959 sulla TV dei ragazzi di Rai 1.
| n° | Titolo originale     | Titolo italiano           | Prima TV USA      | Prima TV Italia   |
| -- | -------------------- | ------------------------- | ----------------- | ----------------- |
| 1  | Moon Trip            | Gumby e il disco volante  | 1º maggio 1956    | 26 agosto 1959    |
| 2  | Moon Trip            | Gumby e il disco volante  | 1º maggio 1956    | 26 agosto 1959    |
| 3  | Moon Trip            | Gumby e il disco volante  | 1º maggio 1956    | 26 agosto 1959    |
| 4  | Mirror Land          | Il piccolo Gumby          | 15 giugno 1956    | 5 agosto 1959     |
| 5  | Mirror Land          | Il piccolo Gumby          | 15 giugno 1956    | 5 agosto 1959     |
| 6  | The Little Lost Pony | Gumby e il cavallino      | 22 giugno 1956    | 12 agosto 1959    |
| 7  | The Little Lost Pony | Gumby e il cavallino      | 22 giugno 1956    | 12 agosto 1959    |
| 8  | The Fantastic Farmer |                           | 29 giugno 1956    |                   |
| 9  | The Fantastic Farmer |                           | 29 giugno 1956    |                   |
| 10 | The Black Knight     | Gumby e il Cavaliere Nero | 6 luglio 1956     | 19 agosto 1959    |
| 11 | The Black Knight     | Gumby e il Cavaliere Nero | 6 luglio 1956     | 19 agosto 1959    |
| 12 | Too Loo              |                           | 13 luglio 1956    |                   |
| 13 | Too Loo              |                           | 13 luglio 1956    |                   |
| 14 | Robot Rumpus         | Gumby e il robot          | 20 luglio 1956    |                   |
| 15 | Robot Rumpus         | Gumby e il robot          | 20 luglio 1956    |                   |
| 16 | Toy Crazy            | Il compleanno di Gumby    | 27 luglio 1956    | 23 settembre 1959 |
| 17 | Toy Crazy            | Il compleanno di Gumby    | 27 luglio 1956    | 23 settembre 1959 |
| 18 | Lion Around          |                           | 10 agosto 1956    |                   |
| 19 | Lion Around          |                           | 10 agosto 1956    |                   |
| 20 | The Eggs and Trixie  | Gumby e i dinosauri       | 17 agosto 1956    |                   |
| 21 | The Eggs and Trixie  | Gumby e i dinosauri       | 17 agosto 1956    |                   |
| 22 | Outcast Marbles      |                           | 24 agosto 1956    |                   |
| 23 | Outcast Marbles      |                           | 24 agosto 1956    |                   |
| 24 | Gumby Business       | Gumby si diverte          | 31 agosto 1956    | 16 settembre 1959 |
| 25 | Gumby Business       | Gumby si diverte          | 31 agosto 1956    | 16 settembre 1959 |
| 26 | The Mocking Monkey   | Gumby e lo scimiotto      | 7 settembre 1956  |                   |
| 27 | The Mocking Monkey   | Gumby e lo scimiotto      | 7 settembre 1956  |                   |
| 28 | The Magic Wand       |                           | 14 settembre 1956 |                   |
| 29 | The Magic Wand       |                           | 14 settembre 1956 |                   |
| 30 | Pokey Express        | Il piccolo indiano        | 21 settembre 1956 | 30 settembre 1959 |
| 31 | Pokey Express        | Il piccolo indiano        | 21 settembre 1956 | 30 settembre 1959 |
| 32 | The Racing Game      | Gumby alle corse          | 28 settembre 1956 |                   |
| 33 | The Racing Game      | Gumby alle corse          | 28 settembre 1956 |                   |
| 34 | Rain Spirits         |                           | 5 ottobre 1956    |                   |
| 35 | Rain Spirits         |                           | 5 ottobre 1956    |                   |
| 36 | Toying Around        | Gumby e i giocattoli      | 12 ottobre 1956   | 9 settembre 1959  |
| 37 | Toying Around        | Gumby e i giocattoli      | 12 ottobre 1956   | 9 settembre 1959  |
| 38 | In the Dough         |                           | 19 ottobre 1956   |                   |
| 39 | In the Dough         |                           | 19 ottobre 1956   |                   |
| 40 | Tree Trouble         |                           | 26 ottobre 1956   |                   |
| 41 | Tree Trouble         |                           | 26 ottobre 1956   |                   |
| 42 | Train Trouble        |                           | 2 novembre 1956   |                   |
| 43 | In a Fix             |                           | 9 novembre 1956   |                   |

## Gumby e il disco volante
- Titolo originale: Moon Trip
- Diretto da: Art Clokey
- Scritto da: Art Clokey

### Trama
Dopo aver scoperto un'astronave nel negozio di giocattoli, Gumby decide di fare un viaggio sulla Luna. All'arrivo, la nave viene distrutta da un meteorite lasciando Gumby arenato e presto un gruppo di creature lunari a forma piramidale tentano di attaccarlo. Nel frattempo, i suoi genitori lo individuano attraverso un telescopio, spingendo suo padre a inseguirlo con una lunga scala di autopompa. La bassa temperatura della Luna mette fuori combattimento Gumby dopo che ha avvisato suo padre della sua posizione. Suo padre viene in soccorso e riporta Gumby sulla Terra. Dopo che sua madre e suo padre gli hanno prestato cure mediche in ospedale, Gumby si risveglia in piena salute.